# Siméon Garangeau
Jean-Siméon Garangeau (Paris, 1647 — Saint-Malo, 25 de agosto de 1741), também conhecido pelo apelido Garengeau, foi um engenheiro militar que se distinguiu no campo da fortificação e que durante largos anos foi engenheiro-chefe das fortificações da Bretanha.

## Biografia
Siméon Garangeau foi o único filho de François Garangeau, mestre-carpinteiro, e de Marie Dubois. Com a morte de seu pai em 1698, cedeu sua parte da herança em favor das suas cinco irmãs, três sendo casadas e duas freiras em Saint-Cloud.
Depois de participar como voluntário no Cerco de Maastricht (1673) e ter atingido o posto de capitão do Regimento de Champagne, Garangeau foi reformado do serviço ativo após uma lesão. Os seus conhecimentos de desenho geométrico, que aprendera com o seu pai, levaram a que se dedicasse às artes. Após viagens à Itália e Inglaterra, em 1677 iniciou uma carreira como arquiteto em Paris e, em 1678, foi nomeado controlador dos edifícios de Versalhes e Fontainebleau e engenheiro do rei.
Nessas funções supervisionou o trabalho do Arsenal des galères de Marselha a partir de 1679, antes de ser nomeado para Brest em 1682. Lá foi autor do projecto da igraja de Saint-Louis de Brest. Permaneceu nesse cargo em Brest durante dez anos. Sébastien Le Prestre de Vauban nomeou-o em 1691 engenheiro-chefe e diretor das fortificações de Saint-Malo, onde permaneceu até sua morte em 1741. Também foi responsável pelas fortificações da Alta Bretanha (Haute-Bretagne).
Embora não totalmente concluídos, os seus trabalhos defensivos tornaram possível repelir dois ataques marítimos anglo-holandeses em Saint-Malo de 23 a 30 de novembro de 1693 e de 14 a  18 de julho de 1695. Em 1708, recebeu como engenheiro uma renda anual de 3800 libras, que foi aumentada para 4000libras em 1717. 
Também supervisionou as quatro ampliações das fortificações de Saint-Malo em 1708-1710, 1714-1725, 1721 e 1737, e o desenvolvimento de Saint-Servan (igreja de Sainte-Croix de Saint-Malo).

## Obras

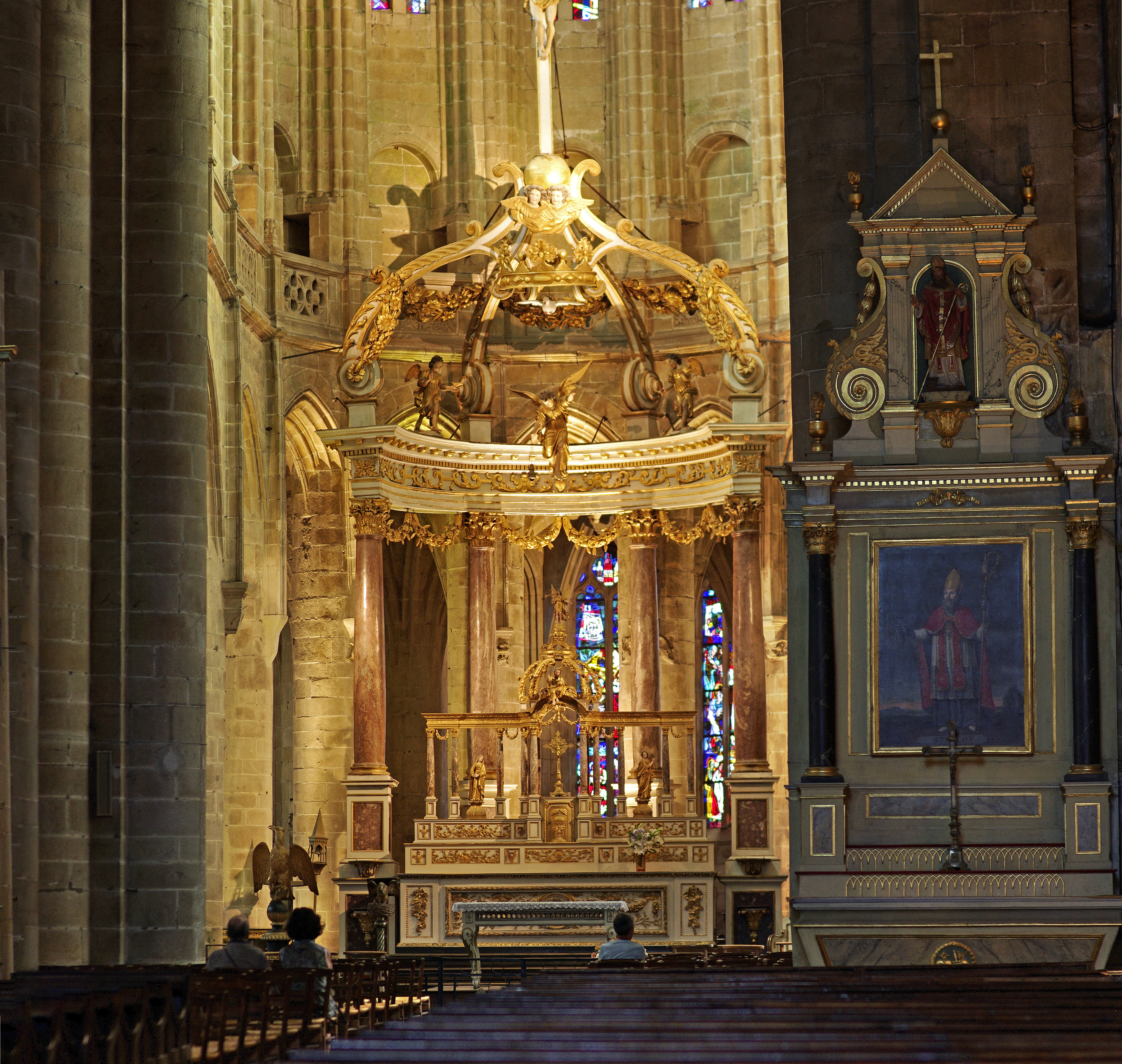
Altar-mor da basílica de Saint-Sauveur de Dinan.

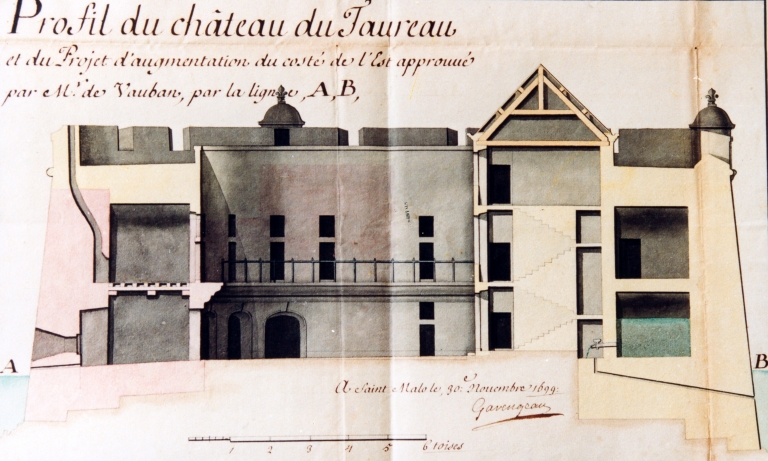
Siméon Garangeau, Profil du Château du Taureau.

- Le fort de l'île Harbour, le fort National, le Fort-la-Latte (réaménagement), le fort du Petit Bé, le fort du Grand Bé, le fort de la Conchée, le fort de l'Île aux Moines, le fort de l'Arboulé,
- La Tour de l'Ile des Ébihens (ou Hébihens) à Saint-Jacut-de-la-Mer (1697)
- Les travaux au Château du Taureau et à la Tour Solidor,
- La canalisation du Couesnon, celle des marais de Dol,
- Plusieurs batteries et deux tours à feux (à Ouessant et au cap Fréhel),
- Les hôpitaux de Morlaix et de Cézembre,
- Les églises de Saint-Louis de Brest, de Saint-Servan, de Cancale, la chapelle Saint-Sauveur de Saint-Malo,
- Les répartitions des remparts de Brest et de Dinan,
- Les accroissements de Saint-Malo,
- Les projets de Saint-Servan,
- Plusieurs malouinières.
- Maître-autel dessiné pour la basilique Saint-Sauveur de Dinan, dotée en 1718, avec une intervention de Jules Michel Alexandre Hardouin (mort en 1737), contrôleur des bâtiments du Roi. Le dessin fut de nouveau retouché par Jacques le Bonhomme, architecte malouin, avant que la réalisation ne soit confiée à François Lamandé et Jean Lemonnier. En 1744, l'autel est augmenté d'un baldaquin en bois doré, réalisé par François Lamandé et Thomas Maisonneuve. La dorure est posée en 1756 par Thomas Durocher et Pierre Morillon, qui y ajoutent deux anges. Cet ensemble est classé au titre des monuments historique par arrêté du 24 septembre 1956 et restauré en 2007[3].

On lui doit notamment le fort National, les forts de l’île Harbour, de la Conchée, du Petit et du Grand Bé, de l’Arboulé, la tour des Ebihens, ainsi que le réaménagement du fort Lalatte et de la tour Solidor.

### Links
- Biographie de Garangeau in « Le Taureau, forteresse Vauban, baie de Morlaix » sur chateau-du-taureau.com.